# Vévoda z Clarence

Znak Jiřího Plantageneta

Vévoda z Clarence je titul, který byl tradičně udělován juniorským členům Britské královské rodiny.
Poprvé byl titul udělen roku 1362 Lionelu z Antverp, synu krále Eduarda III. Titul zanikl z důvodu jeho smrti bez mužských potomků. Roku 1412 byl titul obnoven pro Tomáše z Lancesteru, syna krále Jindřicha IV. Anglického. Po jeho smrti titul zanikl. Poslední obnovení proběhlo roku 1461 pro Jiřího Plantageneta, bratra krále Eduarda IV. Roku 1478 jeho titul propadl z důvodu obvinění ze zrady proti jeho bratrovi.
Čtvrté obnovení bylo naplánováno pro Lorda Guildforda Dudleyho, manžela Jany Greyové. Obnovení se však neuskutečnilo.
Později byla pro britské královské prince vytvořena vévodství Clarence a St Andrews a Clarence a Avondale. Titul získal také princ Leopold, vévoda z Albany, syn královny Viktorie, ve formě hrabství. Poté také princ Karel Eduard Sasko-Kobursko-Gothajský.
Název pochází z města Clare v Suffolku, které vlastnil první vévoda Lionel. Jeho manželka Alžběta z Burgh byla přímým potomkem šlechtického rodu de Clare.

## Vévoda z Clarence, první stvoření (1362)
- Lionel z Antverp (1338–1368), třetí syn krále Eduarda III., zemřel bez mužských potomků

## Vévoda z Clarence, druhé stvoření (1412)
- Tomáš z Lancasteru (1388–1421), druhý syn krále Jindřicha IV. Anglického, zemřel bez mužských potomků

## Vévoda z Clarence, třetí stvoření (1461)
- Jiří Plantagenet (1449–1478), třetí syn Richarda Plantageneta, 3. vévody z Yorku, bratr králů Eduarda IV. a Richarda III., zbaven titulů po obvinění ze zrady

## Související tituly

### Vévoda z Clarence a St Andrews (1789)
- Vilém IV. Britský (1765–1837)

### Hrabě z Clarence (1881)
- princ Leopold, vévoda z Albany (1853–1884)
- princ Karel, vévoda z Albany (1884–1954)

### Vévoda z Clarence a Avondale (1890)
- princ Albert Viktor (1864–1892)